# KeePass
KeePass Password Safe — кроссплатформенная свободная программа для хранения паролей, распространяемая по лицензии GPL. Программа разработана Домиником Райхлом (нем. Dominik Reichl), изначально только для операционной системы Windows. KeePass поддерживает алгоритмы AES-256, ChaCha20 и Twofish для шифрования паролей своих баз данных. Программа переведена более чем на 40 языков, включая русский. KeePass имеет портативную версию программы, устанавливать которую не обязательно. Экспорт в форматы TXT, HTML, XML и CSV, а также импорт из множества различных форматов.

## Версии KeePass
Windows-версия KeePass в данный момент развивается в двух направлениях, Classic Edition и Professional Edition.
1.x Classic Edition — облегчённая версия.
2.x Professional Edition — более функциональная версия, является кроссплатформенной, работает без перекомпиляции[прояснить] в ОС Windows, macOS и Linux, но требует для своей работы .NET Framework версии не ниже 2.0 или Mono версии не ниже 2.6.

## Плагины
KeePass имеет архитектуру, расширяемую сторонними модулями — плагинами. Существующие плагины доступны на домашней странице KeePass (импорт/экспорт из/в различные форматы данных, резервное копирование баз данных, интеграция и автоматизация и т. д.). Обратите внимание, что плагины могут поставить под угрозу безопасность KeePass, потому что они написаны независимыми авторами и имеют полный доступ к базе данных KeePass.

## Проблемы с безопасностью
Список закрытых уязвимостей:
1. возможность скрытого экспорта базы из запущенного KeePass
2. возможность подмены обновлений

## Подделки
В сети Интернет какое-то время существовал мошеннический сайт http://keepass.de/, не имевший никакого отношения к автору программы и пытавшийся торговать бесплатной программой.
05.10.2023 стало известно о мошенническом сайте при помощи паникода с использованием символа ķ вместо первой буквы сайта, который вылезал в первой строке поиска Google с помощью рекламной интеграции.